# Italia in 4D
Italia in 4D è stato un programma televisivo di approfondimento storico prodotto dalla struttura Rai Educational e trasmesso su Rai Storia a partire dal maggio 2012 e da Rai 3 a partire da giugno 2013. La seconda stagione è trasmessa su Rai Storia dal 25 ottobre 2013.

## Il programma
Il programma si presenta come una sorta di magazine storico che, attraverso la selezione e il montaggio di materiale tratto dalle teche Rai approfondisce aspetti tematici del dopoguerra italiano, dagli anni cinquanta agli anni ottanta.
I diversi materiali provenienti dagli archivi Rai sono selezionati per fornire al pubblico un quadro storico, sociale, politico ed economico dei diversi decenni presi in esame; il commento dei materiali è affidato a storici quali Emilio Gentile, Giovanni De Luna, Mauro Canali e Guido Crainz, con il contributo di Peppino Ortoleva chiamato a dare vita alla rubrica "Oggetti smarriti", un'analisi degli oggetti che hanno segnato il costume dei vari decenni. Il programma, inoltre, si avvale degli interventi di Franco Fabbri e Luigi Manconi.

### Prima stagione
Trasmesso a partire dall'8 maggio 2012, si è strutturato secondo un palinsesto quadrisettimanale (dal lunedì al giovedì) suddiviso per decennio, per un totale di 112 puntate di circa 50 minuti l'una.
Ogni puntata tematica è introdotta da Maurizio Costanzo, impegnato in un dialogo con un ragazzino di oggi sui fatti del passato.

### Seconda stagione
Nella seconda stagione il magazine è condotto da Carlo Lucarelli. È prevista la messa in onda di 40 puntate di circa 50 minuti l'una più alcuni speciali, dedicati tra l'altro all'anniversario dei 60 anni della Rai e all'Europa in occasione del semestre italiano di presidenza dell'Unione Europea.

## Credits
Italia in 4D è un programma di Davide Savelli, Giuseppe Giannotti e Eugenio Farioli Vecchioli. La regia delle puntate è a cura di Guendalina Biuso, Andrea Branchi, Elena Canonico, Alessandra Conforti, Stefano Di Gioacchino, Arnaldo Donnini, Tommaso Franchini, Massimo Gamba, Massimiliano Griner, Daniele Ongaro. Le rubriche sono a cura di Matteo Berdini e Massimo Sangermano.